# Kanton Gâtinais en Bourgogne
Gâtinais en Bourgogne is een kanton van het Franse departement Yonne. Het kanton maakt deel uit van het arrondissement Sens.
 Het telt 15.892 inwoners in 2018.

Het kanton Gâtinais en Bourgogne werd gevormd ingevolge het decreet van 13 februari 2014 met uitwerking op 22 maart 2015. 

## Gemeenten
Het kanton omvat volgende gemeenten :
- La Belliole
- Brannay
- Chéroy
- Collemiers
- Cornant
- Courtoin
- Dollot
- Domats
- Égriselles-le-Bocage
- Fouchères
- Jouy
- Lixy
- Montacher-Villegardin
- Nailly
- Saint-Agnan
- Saint-Valérien
- Savigny-sur-Clairis
- Subligny
- Vallery
- Vernoy
- Villebougis
- Villeneuve-la-Dondagre
- Villeroy
- Villethierry